# John Safran
John Safran, född 1972, är en australisk dokumentärfilmare, bland annat känd för Safran vs Gud (2004), en satirisk dokumentärserie där han ifrågasätter ett antal religiösa fördomar.